# Liste der Kulturdenkmäler in Wallersheim (Eifel)
In der Liste der Kulturdenkmäler in Wallersheim sind alle Kulturdenkmäler der rheinland-pfälzischen Ortsgemeinde Wallersheim aufgeführt. Grundlage ist die Denkmalliste des Landes Rheinland-Pfalz (Stand: 27. Juni 2022).

## Einzeldenkmäler
| Bezeichnung                          | Lage                                    | Baujahr                   | Beschreibung | Bild                           |
| ------------------------------------ | --------------------------------------- | ------------------------- | --- | ------------------------------ |
| Wegekreuz                            | Am Lee Lage                             | 1680                      | nachgotisches Nischenkreuz, bezeichnet 1680 (ergänzt)                                                                                                   | BW                             |
| Katholische Pfarrkirche St. Nikolaus | An der Kirche 7 Lage                    | 1851                      | klassizistisch geprägter Saalbau, historisierende Motive, 1851 bis um 1860, Architekt Kreisbaumeister Grischard, Prüm                                   | weitere Bilder Fotos hochladen |
| Bildstock                            | An der Kirche, bei Nr. 7 Lage           | 1736                      | an der Leichenhalle: barocker Kreuzigungsbildstock mit Relieffigur des heiligen Hubertus, bezeichnet 1736                                               | weitere Bilder Fotos hochladen |
| Schulhaus                            | Auf der Schüpp 1 Lage                   | 1902                      | ehemalige Schule mit Lehrerwohnungen; Putzbau, teilweise Fachwerk (verkleidet), 1902, Architekt Kreisbaumeister Schrader, Prüm, bauzeitliche Stützmauer | BW                             |
| Wegekreuz                            | Auf der Schüpp, Ecke An der Kirche Lage | Ende des 17. Jahrhunderts | reliefiertes Schaftkreuz, wohl vom Ende des 17. Jahrhunderts                                                                                            | BW                             |
| Langstein                            | nordwestlich des Ortes Lage             |                           | Menhir, Kalkplatte, wohl spätes Neolithikum | weitere Bilder Fotos hochladen |
| Bildstock                            | südöstlich des Ortes Lage               | 1618                      | Kreuzigungsbildstock, bezeichnet 1618 | BW                             |
| Wegekreuz                            | südöstlich des Ortes an der L 30 Lage   | 1726                      | Schaftkreuz mit Relieffigur des heiligen Petrus, bezeichnet 1726                                                                                        | BW                             |